# 一条実通
一条 実通（いちじょう さねみち）は、江戸時代後期の公卿。左大臣・一条忠良（後に関白）の嫡男。官位は従三位・権中納言。一条家21代当主。清源院と号する。

## 経歴
享和元年（1801年）に元服して、従五位下・左近衛権少将に任ぜられ、その年の内に従四位下・左近衛権中将に、更に翌年には正四位下へと昇進する。
享和3年2月19日（1803年4月10日）、従三位に昇進して公卿に列する。文化元年（1804年）には権中納言兼左衛門督に任じられるが、翌年に18歳で病死した。このため、弟・忠香が実通の養子として家督を継ぐ事になった。

## 系譜
- 父：一条忠良（1774-1837）
- 母：不詳
- 妻：不詳
- 養子
  - 男子：一条忠香（1812-1863） - 一条忠良の四男